# Караорман (гора)
Караорман (англ. Караорман) — середньовисока гора, що тягнеться в західній Македонії. Назва гори походить від турецьких слів kara - чорний і orman - ліс. Простягається в напрямку меридіана з півночі на південь між долиною Чорного Дрину на заході та долинами річок Песочанська Река та Сатеска на сході. Найвища вершина — Орлі Врв (1794 м). Гора є досить лісистою, тому й отримала свою назву. Караорман утворився шляхом складчастості протягом третинного періоду і разом з горою Стогово являє собою єдине ціле, що тягнеться хребтом із синклінальним блоком у вигляді горсту. Геологічний склад представлений кристалічними сланцями, а на вищих частинах — вапняками. У напрямку з півночі на південь гірський хребет поступово спускається до Охридсько-Струзької долини. 

## Караорман як суб'єкт у мистецтві
- «Караорманці» — поема македонського поета Славка Яневського. [2]
- «Караорман» — поема Анте Поповського. [3]